# فورد استرلینگ
فورد استرلینگ (انگلیسی: Ford Sterling؛ زاده ۳ نوامبر ۱۸۸۳ – درگذشته ۱۳ اکتبر ۱۹۳۹) بازیگر و کارگردان اهل ایالات متحده آمریکا بود.

## گزیدهٔ فیلم‌شناسی
- عشق و جسارت
- شغل پرماجرای میبل
- پلیس بنگفیل
- میراث هافمایر
- آن حلقه کوچک طلا
- در چنگال تبهکاران
- خودرویی برای یک عروس
- سالومه در برابر شنندوا
- یانکی دودل در برلین
- گامی نادرست
- عشوه‌گری چاقالو
- آن مرد خنیاگر
- پیک‌نیک پیشخدمت
- کمی دل‌وجرئت
- یک راهزن
- چاقالو در سن دیگو
- هنگامی که رؤیاها به حقیقت می‌پیوندند
- تاکسی مرگبار
- جابجایی پروفسور بین
- یک رومئوی تنومند
- رئیس هیئت منصفه
- پیت هیز
- آشفتگی عشقی هوگان
- به‌خاطر عشق میبل
- هتل کی‌استون
- تبهکاران
- آن گروه موسیقی رگتایم
- سند بدهکاری مورفی
- آلیس در سرزمین عجایب
- رفیق شفیق او، بارون
- عشق، شرافت و سلوک
- کلاهبرداران دادگاه
- تله آدم‌گیر
- شورش
- دو ملوان کارکشته
- مصون در زندان